# Oumarou Neïno
Mamane Oumarou Neïno (* 1943 in Gazori; † 28. Juli 2010; auch Oumarou Naino) war ein nigrischer Schauspieler.

## Leben
Oumarou Neïnos Geburtsort Gazori ist ein Dorf in der Landgemeinde Gazaoua in Süd-Niger. Neïno besuchte das Collège moderne in der Hauptstadt Niamey. Danach schlug er eine Laufbahn als Pädagoge ein.
Als er Ende der 1960er Jahre in Zinder als Lehrer arbeitete, betreute er dort auch Chöre und Tanzgruppen. Er schloss sich Anfang der 1970er Jahre als Schauspieler der Theatertruppe von Yazi Dogo an, mit dem ihn eine lebenslange Freundschaft verband. Ein Mentor beider Künstler, die in der Sprache Hausa spielten, war der Schriftsteller und Historiker André Salifou. Zu den bekanntesten Stücken mit Oumarou Neïno in dieser Zeit zählen Baga irinta ba, in der er einen skrupellosen Händler namens Maman Arrivé spielte, Bouki mit ihm in der Rolle eines eine Taufe organisierenden Familienvaters und Gaado karfin Allah, worin er einen an der Thronfolge desinteressierten Herrscher verkörperte.
Anfang der 1980er Jahre übersiedelte er nach Niamey, wo Yazi Dogo im Centre Culturel Oumarou Ganda eine neue Theatertruppe aufbaute, in der Neïno weiterhin als vielseitiger Schauspieler mitwirkte. Wichtige Rollen Neïnos in Niamey waren der Muezzin in Sarki ya hana sabka bako, der Arbeiter in Agyara ou Société wadata, der Bauer in Maï kanou sowie der Marabout in Girman kaï rawani tsia und Ba maï yi saï Allah. Die staatliche Rundfunkanstalt Office de Radiodiffusion et Télévision du Niger übertrug regelmäßig Theateraufführungen im Fernsehen. Diese zählten zu den meistgesehenen Sendungen und Oumarou Neïno wurde dadurch in den 1980er Jahren einer bekanntesten Schauspieler Nigers. Er spielte auch in Spielfilmen mit, etwa in Das Camp der Verlorenen (1988) von Regisseur Ousmane Sembène.
Oumarou Neïno war seit 1992 bis an sein Lebensende halbseitig gelähmt und hatte Schwierigkeiten sich verständlich zu artikulieren. Um seine medizinische Behandlung mitzufinanzieren, fand 1999 in Niamey ein großes Benefizkonzert statt.
Neïno starb 2010 und wurde auf dem Muslimischen Friedhof von Yantala in Niamey bestattet. Er hinterließ zwei Ehefrauen und 18 Kinder.

## Ehrungen
- Ritterkreuz des nigrischen Ordens der akademischen Palmen (1990)[2]
- Benennung der Schule École Expérimentale Oumarou Neïno in Zinder[7]